# Ronde van Oost-Java 2009
De Ronde van Oost-Java werd in 2009 voor de vijfde keer gereden. De wedstrijd werd gereden tussen 8 en 10 augustus.

## Etappe-overzicht
| etappe | datum       | start       | eindstreep | afstand | winnaar              | land       |
| ------ | ----------- | ----------- | ---------- | ------- | -------------------- | ---------- |
| 1e     | 8 augustus  | Jombang     | Jombang    | 54 km   | Sergey Koudentsov    | Rusland    |
| 2e     | 9 augustus  | Candi Tikus | Jombang    | 204 km  | Andrej Mizoerov      | Kazachstan |
| 3e     | 10 augustus | Jombang     | Jombang    | 134 km  | Abdelbasset Hannachi | Algerije   |

## Algemeen klassement
| rang | renner                 | land       | tijd        |
| ---- | ---------------------- | ---------- | ----------- |
| 1    | Andrej Mizoerov        | Kazachstan | 09u 38' 28" |
| 2    | Ghader Mizbani Iranagh | Iran       | op 00' 10"  |
| 3    | Hossein Askari         | Iran       | op 01' 23"  |
| 4    | Amir Zargari           | Iran       | op 01' 44"  |
| 5    | Rafaa Chitioui         | Tunesië    | zt          |
| 6    | Mehdi Sohrabi          | Iran       | op 05' 12"  |
| 7    | Takumi Beppu           | Japan      | op 05' 30"  |
| 8    | Takeaki Ayabe          | Japan      | op 10' 37"  |
| 9    | Endra Wijaya           | Indonesië  | zt          |
| 10   | Adam Semple            | Australië  | op 10' 40"  |

2005 · 
2006 · 
2007 · 
2008 · 
2009 · 
2010 · 
2011 · 
2012 · 
2013 · 
2014